# Тряпичная кукла

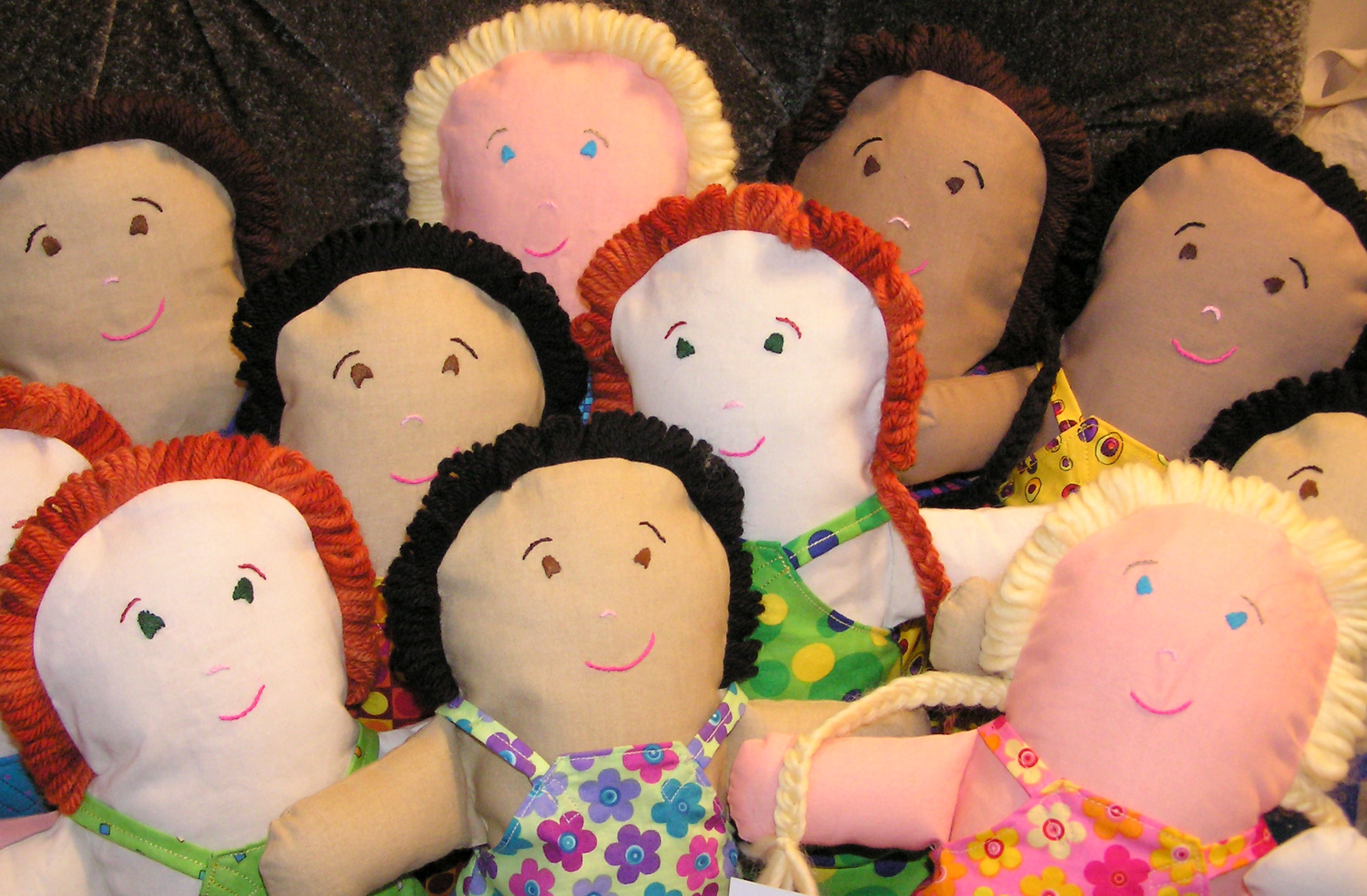
Тряпичные куклы

Тряпичная кукла — детская игрушка, фигурка из ткани, кукла, которую традиционно изготавливают в домашних условиях методом лоскутного шитья.

## История
Традиционно изготавливаемые в домашних условиях из лишних кусочков материала и набитые обычно ими же, они являются одними из самых старых детских игрушек на свете. В Британском музее есть тряпичная кукла из Древнего Рима, найденная в могиле ребёнка, датируемая I-V веками нашей эры. Исторически сложилось так, что тряпичные куклы использовались в качестве предметов комфорта и для обучения маленьких детей навыкам воспитания. Их часто использовали для обучения детей шитью, так как дети могли практиковаться в шитье одежды для кукол и сами делать простые куклы. Массовое производство тряпичных кукол началось примерно в 1830-х, когда впервые была разработана цветная печать на ткани. Сегодня многие тряпичные куклы производятся в промышленных масштабах, чтобы имитировать особенности оригинальных самодельных кукол, такие как простые черты, тела из мягкой ткани и лоскутная одежда.